# 大府七福神
大府七福神（おおぶしちふくじん）は、愛知県大府市にある七福神の巡礼札所。1991年（平成3年）に開創。大府市内7ヶ所の寺院により構成されている。

## 大府七福神の一覧
- 浄通院（追分町） 恵比寿
- 普門寺（横根町） 大黒天
- 地蔵寺（長草町） 毘沙門天
- 光善寺（北崎町） 弁財天
- 地蔵院（中央町） 福禄寿
- 大日寺（月見町） 寿老人
- 賢聖院（北崎町） 布袋尊

## 七福神めぐり
大府市内の七福神を祀る7寺院で組織する「大府七福神テンプルズ」が主催する七福神巡りで、毎年節分前の日曜日に催されている。
各寺院では七福神像の御開帳が行われるほか、御朱印や接待などが行われている。
なお、現在の七福神めぐりは、2012年（平成24年）まで催されていた七福神まつりの名称を変更したものである。かつては当番の寺に七福神像が一堂に会し、特別拝観や祈祷・豆まきなどが行われていた。